# Diplotemnus insolitus
Diplotemnus insolitus är en spindeldjursart som beskrevs av Chamberlin 1933. Diplotemnus insolitus ingår i släktet Diplotemnus och familjen Atemnidae.

## Underarter
Arten delas in i följande underarter:
- D. i. insolitus
- D. i. sinensis